# Proteotvaré
Proteotvaré (Proteales) je řád vyšších dvouděložných rostlin. V současném pojetí zahrnuje 4 čeledi a 85 rodů. Jedná se o malý a vývojově starý řád, obsahující rostliny značně různorodého vzhledu.

## Popis
V řádu převládají dřeviny s redukovanými květy uspořádanými v bohatých květenstvích. Převažují čtyřčetné květy s tyčinkami postavenými proti okvětním plátkům. Charakteristické je gyneceum s 1 nebo 2 víceméně přímými vajíčky v plodolistu.
Řád obsahuje 4 čeledi, 85 rodů a asi 1750 druhů.

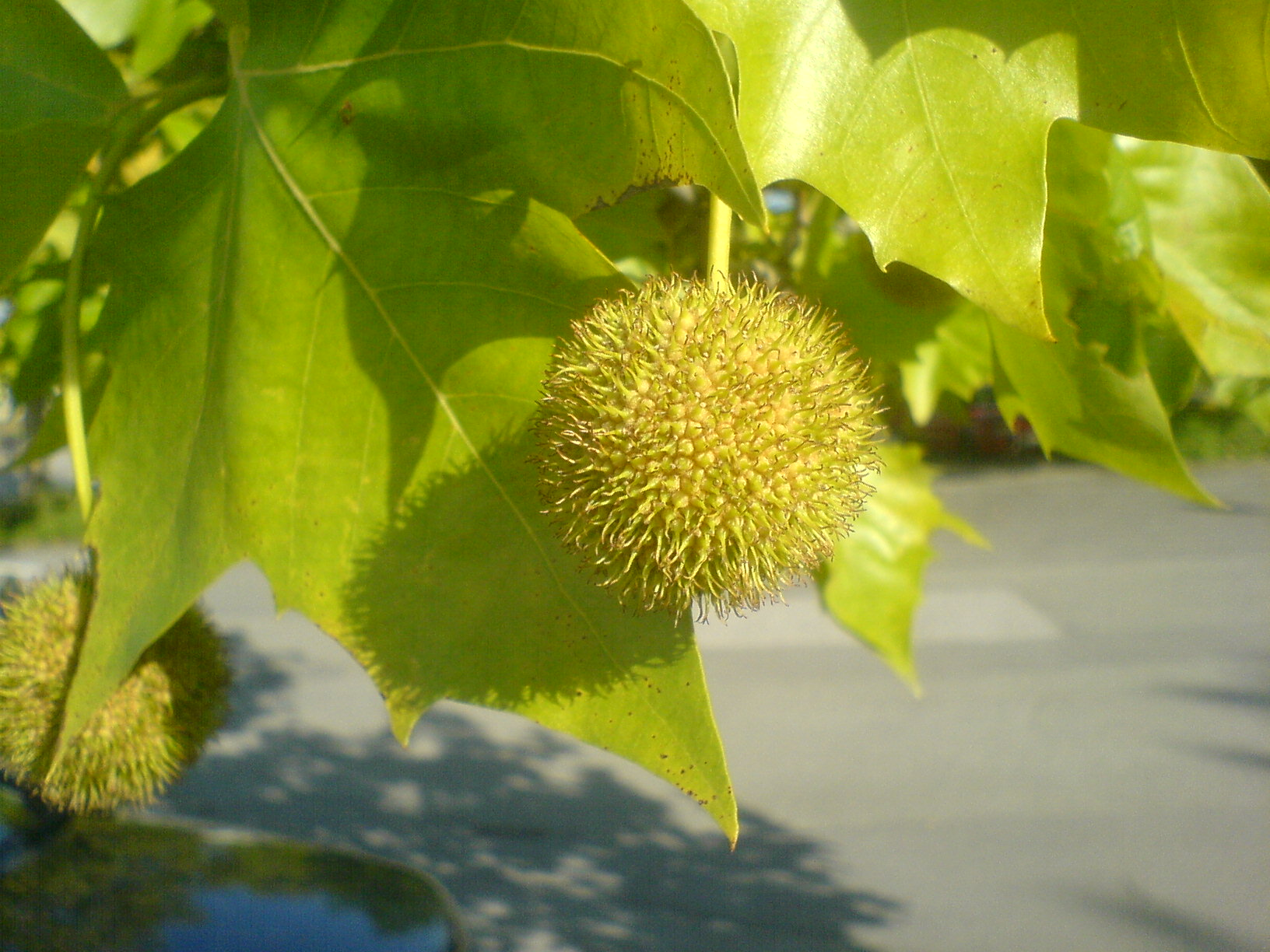
Platan javorolistý (čeleď platanovité)
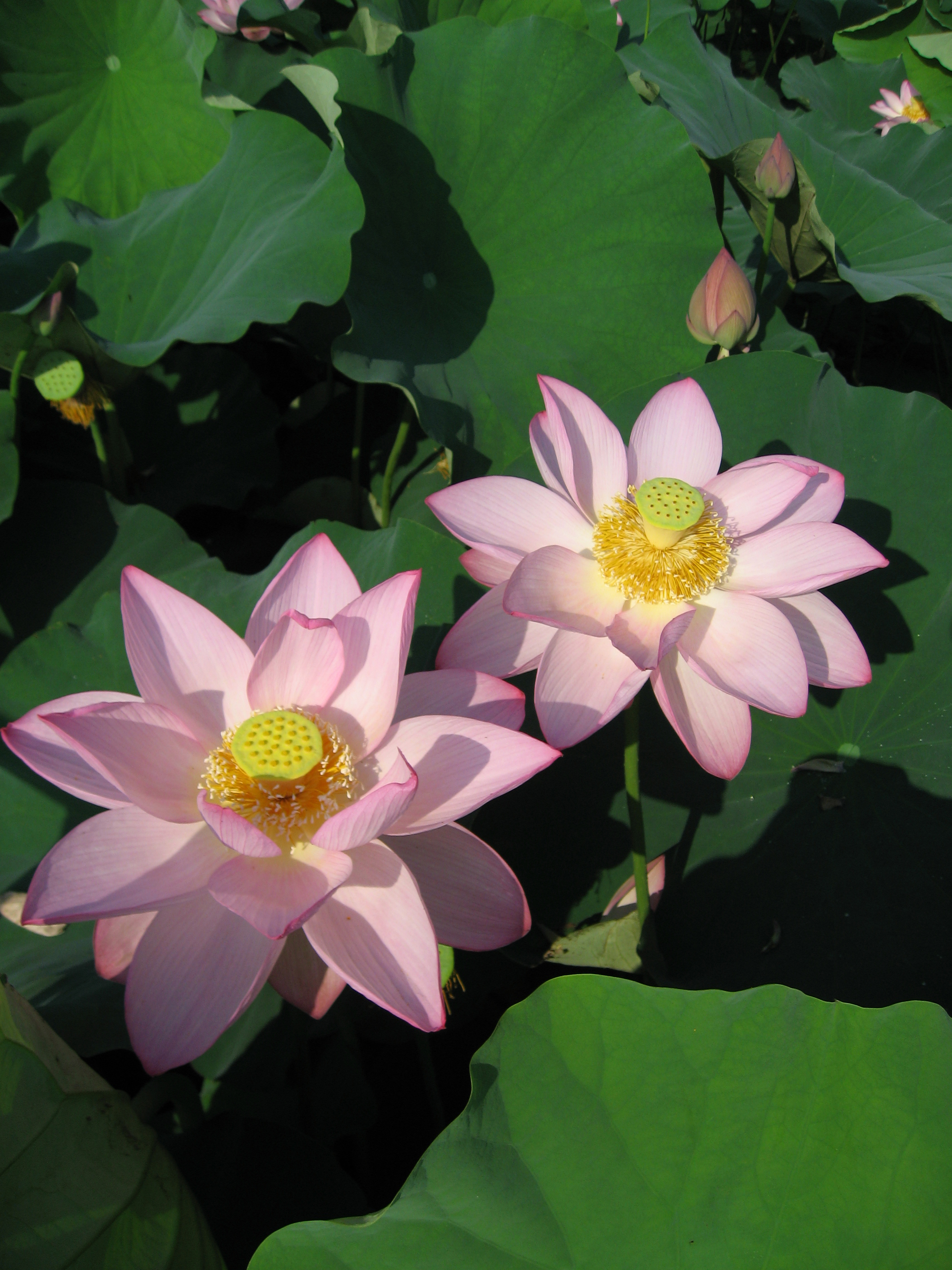
Lotos indický (čeleď lotosovité)
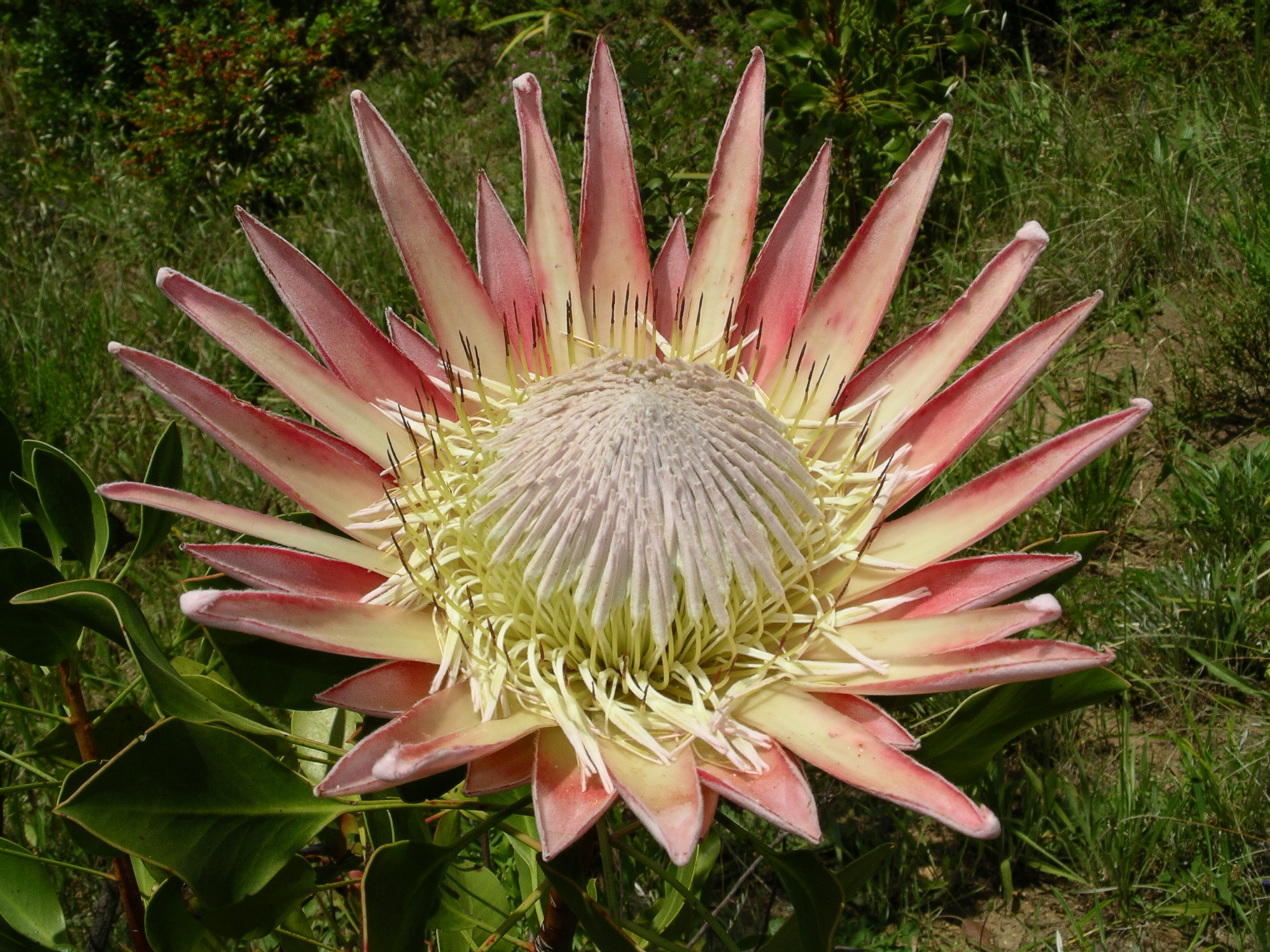
Protea cynaroides (čeleď proteovité)
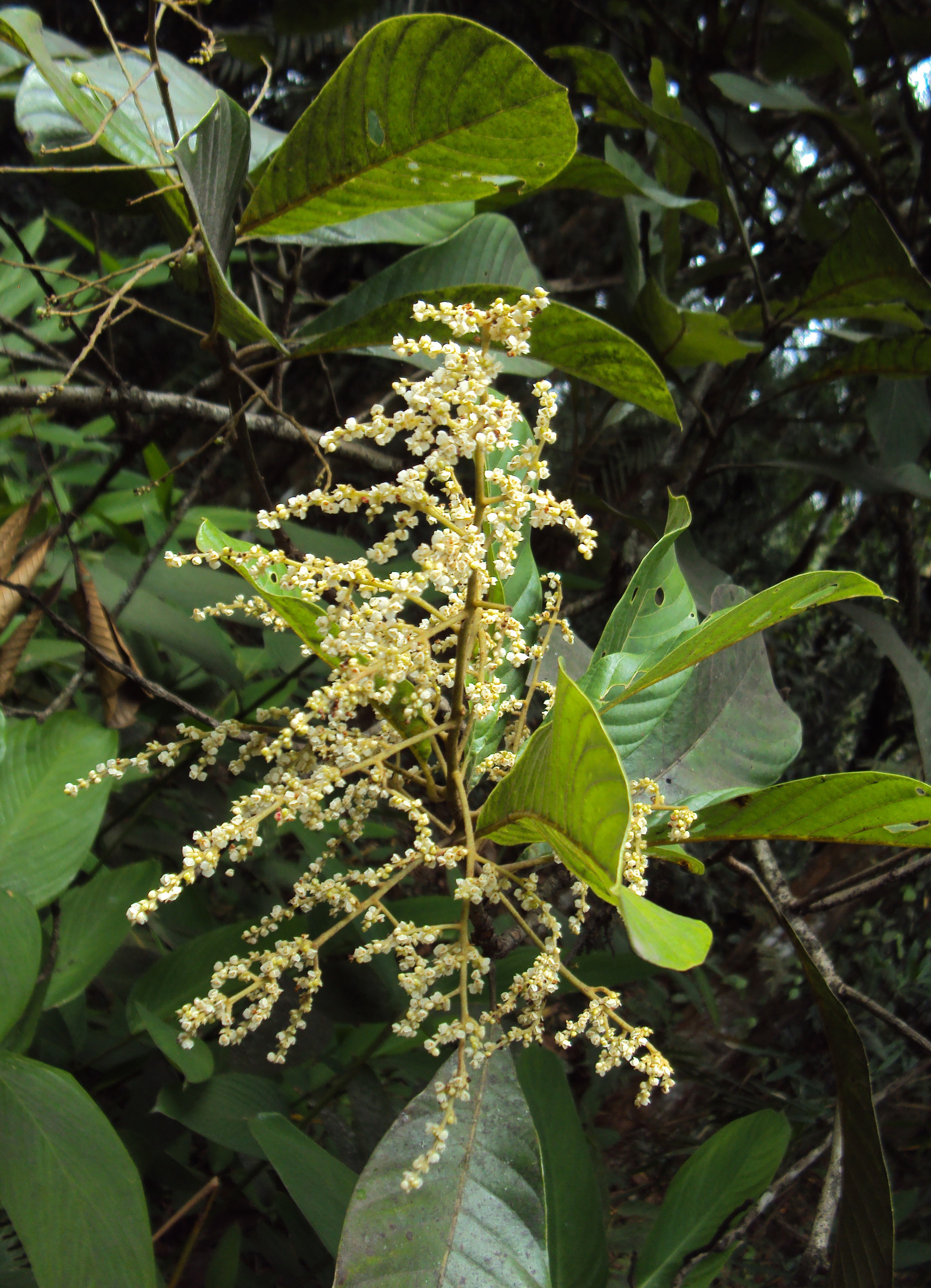
Meliosma simplicifolia (čeleď sabiovité)

## Taxonomie
V Cronquistově systému byl řád Proteales řazen do podtřídy Rosidae a byly v něm sdruženy 2 čeledi – proteovité (Proteaceae) a hlošinovité (Elaeagnaceae). Pozdější molekulární výzkumy příbuznost těchto dvou čeledí nepotvrdily. Čeleď hlošinovité byla v pozdějším systému APG vřazena do řádu růžotvaré (Rosales).
Řád Proteales zůstává v tomto taxonomickém systému zachován jako jedna z bazálních větví vyšších dvouděložných rostlin (Eudicots) a byl do něj přiřazeny též čeledi platanovité (Platanaceae) a lotosovité (Nelumbonaceae). Čeleď lotosovité sem byla včleněna na základě výsledků molekulárních analýz, s ostatními čeleděmi řádu sdílí jen málo společných morfologických charakteristik. V systému APG IV z roku 2016 byla do tohoto řádu zařazena také čeleď sabiovité (Sabiaceae), do té doby vedená jako nezařazená.

## Seznam čeledí
- lotosovité (Nelumbonaceae)
- platanovité (Platanaceae)
- proteovité (Proteaceae)
- sabiovité (Sabiaceae)[4]